# Sitara Devi

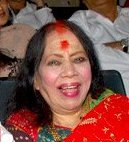
Sitara Devi, 2009

Sitara Devi (wirklicher Name Dhanalakshmi; * 8. November 1920 in Kalkutta; † 25. November 2014 in Mumbai) war eine indische Kathak-Tänzerin und Filmschauspielerin.

## Leben
Sie ist die Tochter von Sukhdev Maharaj, einem aus Varanasi stammenden Hofmusiker am königlichen Hof von Nepal. Als Kind lernte sie den Kathak-Tanz bei ihrem Vater und später dann bei den Kathak-Meistern der Lakhnau-Gharana Achhan, Shambhu und Lachhu Maharaj. Als sie zehn Jahre alt war, zog ihre Familie nach Bombay. Sitara trat dort in Filmtheatern während Vorführpausen als Tänzerin auf. Daraufhin erhielt sie eine Anstellung als Kinderdarstellerin bei der Sagar Film Company und war ab 1931 in mehreren Filmen als Tänzerin zu sehen. Sie spielte dort unter der Regie von Sarvottam Badami, Mehboob Khan und A. R. Kardar. Mit Kardars Baghban (1938) und Mehboobs Watan (1939) übernahm Sitara Devi erstmals Hauptrollen.
Nach ihrem Wechsel zur Filmgesellschaft Ranjit Movietone arbeitete sie 1940 mit Chandulal Shah in dessen Film Achhut und spielte in den drei berühmten Filmen A. R. Kardars aus diesem Jahr: Holi, Pagal und Pooja. Neben P. Jairaj verkörperte sie die weibliche Hauptrolle in Kardars Premchand-Verfilmung Swami (1941), einem ultrakonservativen Film über zwei als Kind verheiratete, die sich erst spät als Erwachsene zum ersten Mal begegnen. Bei Mehboob Khans Roti (1942) gilt ihre lebendige Darstellung einer Stammesfrau neben der Musik von Anil Biswas zu den Gründen für den kommerziellen Erfolg des Films.
Sitara Devi war mehrmals verheiratet. Im Regiedebüt ihres zweiten Ehemannes K. Asif, dem Film Phool (1944), spielte sie eine Hauptrolle neben Suraiya, Prithviraj Kapoor und Durga Khote. Ihren letzten Filmauftritt hatte sie 1957 in Chetan Anands Anjali.
Danach widmete sie sich hauptsächlich dem Tanz. Sie hatte internationale Tanzauftritte unter anderem 1967 in der Royal Albert Hall in London und 1976 in der Carnegie Hall in New York. Der Schlagzeuger Ranjit Barot und die Tänzerin Jayanti Mala sind ihre Kinder.

## Filmografie
- 1931: Digvijay
- 1933: Aurat Ka Dil
- 1934: Anokhi Mohabbat
- 1934: Shaher Ka Jadoo
- 1934: Vasantsena
- 1935: Azad Abla
- 1935: Judgement of Allah
- 1935: Vengeance is Mine
- 1935: Registan Ki Rani
- 1936: Grihadah [Bengali]/Mazil [Hindi]
- 1936: Prem Bandhan
- 1936: Zan Mureed
- 1937: Begunah
- 1937: Calcutta after Midnight
- 1937: Jeevan Swapna
- 1937: Kokila
- 1937: Mahageet
- 1938: Baghban
- 1938: Professor Waman M.Sc.
- 1938: Watan
- 1939: Meri Aankhen
- 1939: Nadi Kinare
- 1939: Pati Patni
- 1940: Achhut
- 1940: Aaj Ka Hindustan
- 1940: Haiwan
- 1940: Holi
- 1940: Pooja
- 1940: Pagal
- 1940: Zindagi
- 1941: Swami
- 1942: Dhiraj
- 1942: Dukh Sukh
- 1942: Kalyug
- 1942: Roti
- 1942: Society
- 1943: Aabroo
- 1943: Andhera
- 1943: Bhalai
- 1943: Chhed Chhad
- 1943: Najma
- 1943: Salma
- 1944: Chand
- 1944: Dr. Kumar
- 1944: Phool
- 1945: Badi Maa
- 1945: Parinde
- 1947: Amar Asha
- 1949: Lekh
- 1950: Bijli
- 1951: Hulchul
- 1957: Anjali

## Auszeichnungen
- 1969: Sangeet Natak Akademi Award
- 1973: Padma Shri
- 1995: Kalidas Samman
- 2008: Sangeet Natak Akademi Fellowship
- 2011: Legends of India Lifetime Achievement Award[2]